# مکتب انگلیسی
مکتب انگلیسی نظریه روابط بین‌الملل (که گاهی واقع گرایی لیبرال، مکتب جامعه بین‌المللی یا نهادگرایان بریتانیایی نیز خوانده می‌شود) بر این عقیده است که با وجود شرایط آنارشیک، جامعه‌ای از دولت‌ها در سطح بین‌المللی وجود دارد. نکته اصلی در جامعه بین‌المللی، ایجاد نظم و حفظ آن است؛ نظم در قالب نظام اجتماعی، بین‌المللی و جهانی مد نظر قرار گرفته و بر عدالت به مفهوم رعایت قواعد بازی و همچنین عدالت توزیعی تأکید می‌شود. دربرداشت جامعه بین‌المللی، دولتها دارای مسوولیت سه‌گانه فردی، بین‌المللی و جهانی هستند و قدرتهای بزرگ و قوانین و هنجارها به عنوان ابزار نظم به‌شمار می‌آیند.
از نظریه پردازان این مکتب می‌توان از هدلی بال و مارتین وایت نام برد.

## مرور کلی

### نظام بین‌الملل، جامعهٔ بین‌الملل، جامعهٔ جهانی
محققان مکتب انگلیسی میان نظام بین‌الملل و جامعهٔ بین‌الملل تمایز قائل می‌شوند. منظور از نظام بین‌الملل، ساختار مادی ارتباط میان بازیگران است اما جامعهٔ بین‌الملل به فضای سابجکتیوی اشاره دارد که بازیگران را از طریق قوانین، آداب و نهادها به هم متصل می‌کند.

#### نظام بین‌الملل
نسخهٔ اولیهٔ مکتب انگلیسی تحلیل خود را با پیش‌فرض‌های واقع‌گرایانه نسبت به نظام بین‌الملل آغاز می‌کند که به محض ایجاد دو دولت یا بیشتر با مقدار مشخصی از تعامل ایجاد می‌شود. این مسئله نشان دهندهٔ سنت واقع‌گرایی و سیاست قدرت در مکتب انگلیسی است و آنارشی بین‌المللی را در مرکز نظریهٔ روابط بین‌الملل قرار می‌دهد. هدلی بال نظام بین‌الملل را این‌گونه تعریف می‌کند: «وقتی دو دولت یا بیشتر به میزان کافی با هم تعامل داشته باشند که بر تصمیمات یکدیگر تأثیر گذاشته و به عنوان بخشی از یک کل رفتار کنند».

#### جامعهٔ بین‌الملل
به عقیدهٔ هدلی بال دولت‌ها نفع مشترکی (معمولاً در قالب «ترس از خشونت کنترل نشده») دارند که باعث توسعهٔ مجموعهٔ مشخصی از «قوانین» می‌شود. او اشاره می‌کند که یک جامعهٔ بین‌المللی زمانی شکل می‌گیرد که:
... گروهی از دولت‌ها (یا به شکل عمومی‌تر، گروهی از جوامع سیاسی مستقل) که علاوه بر تشکیل یک نظام، به معنای تأثیرپذیری در رفتارشان از یکدیگر، دارای گفتگو و توافق در قوانین و نهادهای عمومی در زمینهٔ هدایت روابط‌شان هستند و منافع مشترک‌شان را در تداوم این قراردادها به رسمیت می‌شناسند.
از نگاه بال هر گونه جامعه‌ای نیازمند داشتن قوانین و محدودیت‌هایی در زمینهٔ استفاده از زور، تقدس قراردادها و حقوق مالکیت است. بدون این عناصر وجود جامعه معنایی نخواهد داشت.
این قوانین در قالب مجموعه‌ای از نهادها تصریح می‌شوند که ساختار ارزشی هر گونه جامعهٔ بین‌المللی را نمایان می‌کند. این قوانین در نسخهٔ سنتی مکتب انگلیسی شامل جنگ، قدرت‌های بزرگ، دیپلماسی، موازنهٔ قدرت و قانون بین‌الملل، مخصوصاً در به رسمیت شناختن استقلال توسط دولت‌ها می‌شود. مفاهیمی چون قلمرو، ملی‌گرایی، بازار و برابری بشر را می‌توان به این فهرست اضافه کرد. از آن‌جا که این قوانین از ضمانت اجرایی برخوردار نیستند و هیچ نهاد حاکمی وجود ندارد، استفاده از «آداب» به جای «قوانین» احتمالاً منطقی‌تر است. دولت‌هایی که به چنین آدابی احترام می‌گذارند، یک جامعهٔ بین‌المللی تشکیل می‌دهند.

#### جامعهٔ جهانی
بر اساس فهم کانتی از جهان، مفهوم «جامعهٔ جهانی» جمعیت جهان را به عنوان یک کل مبنای یک هویت جهانی در نظر می‌گیرد. با این حال، بوزان معتقد است که مفهوم جامعهٔ جهانی «مفهوم سیندرلایی نظریهٔ مکتب انگلیسی» بود؛ چرا که تقریباً هیچ توسعهٔ مفهومی‌ای پیرامون آن صورت نگرفته است.

### بررسی مجدد رویکردهای سنتی
بخش عمده‌ای از ادبیات مکتب انگلیسی به بررسی مجدد رویکردهای سنتی به روابط بین‌الملل می‌پردازد. مارتین وایت در سخنرانی‌های دههٔ ۱۹۵۰ خود در دانشکدهٔ اقتصاد لندن این رویکردها را به سه دسته تقسیم می‌کند (که باری بوزان آن را سه‌گانهٔ مکتب انگلیسی می‌نامد):
1. واقع‌گرایی (یا هابزی، متأثر از توماس هابر) مبتنی بر مفهوم نظام بین‌الملل
2. خردگرا (یا گروسیوسی، متأثر از هوگو گروسیوس) مبتنی بر جامعهٔ بین‌الملل
3. انقلابی (یا کانتی، متأثر از ایمانوئل کانت) مبتنی بر جامعهٔ جهانی

به طور کلی مکتب انگلیس را از حامیان رویکرد دوم (خردگرایی گروسیوسی) می‌دانند که خواهان یک راه میانه بین «سیاست قدرت» در واقع‌گرایی و «آرمان‌شهرگرایی» (اتوپیانیسم) در انقلابی‌گری است. مکتب انگلیسی به طور کلی یک نظریهٔ برساخت‌گرایانه است که بر جنبه‌های غیرجبرگرایانهٔ آنارشی در مسائل بین‌الملل تاکید می‌کند و در این مسیر از وجوه مختلف کارکردگرایی و واقع‌گرایی بهره می‌برد.

### اختلاف داخلی
دوگانهٔ کثرت‌گرایی در مقابل همبستگی‌گرایی به عنوان یک اختلاف داخلی درون مکتب انگلیسی شناخته شده است. هدلی بال این دو گرایش را این‌گونه توصیف می‌کند:
- کثرت‌گرایان معتقدند بهترین مواجهه با تنوع نوع بشر  - تفاوت در دیدگاه‌های سیاسی و مذهبی، تفاوت اتنیکی و سنت‌های زبانی - قرار دادن این تنوع‌ها درون جامعه‌ای است که بیشترین استقلال ممکن را به دولت‌ها می‌دهد و در قالب این حکومت‌ها، این برداشت‌های متفاوت از «زندگی خوب» بازتاب می‌یابد. رابرت جکسون، محقق کانادایی از جمله مهم‌ترین حامیان این موضع است.
- در مقابل، همبستگی‌گرایان معتقدند که جامعه‌ی دولت‌ها باید مشارکت بیشتری در پیشبرد آرمان حقوق بشر و رهایی انسانی داشته باشد و ترجیح و تاکید را بر حقوق بشر و نه حقوق دولت‌ها در استقلال سیاسی و عدم مداخله در امور داخلی قرار بدهد. از جمله حامیان این موضع نیکولاس ویلر است.